# Moadon Kaduregel Maccabi Haifa 2016-2017
Questa voce raccoglie le informazioni riguardanti il Maccabi Haifa Football Club nelle competizioni ufficiali della stagione 2016-2017.

## Rosa
| N. |                        | Ruolo | Calciatore        |
| -- | ---------------------- | ----- | ----------------- |
| 1  | Israele (bandiera)     | P     | Ohad Levita       |
| 2  | Israele (bandiera)     | D     | Ayid Habashi      |
| 4  | Spagna (bandiera)      | D     | Marc Valiente     |
| 5  | Israele (bandiera)     | D     | Iyad Abu Abaid    |
| 6  | Uruguay (bandiera)     | C     | Gary Kagelmacher  |
| 7  | Israele (bandiera)     | D     | Sun Menahem       |
| 9  | Norvegia (bandiera)    | A     | Fitim Azemi       |
| 9  | Paesi Bassi (bandiera) | A     | Glynor Plet       |
| 11 | Israele (bandiera)     | C     | Ismaeel Ryan      |
| 13 | Israele (bandiera)     | C     | Nikita Rukavytsya |
| 14 | Israele (bandiera)     | C     | Gil Vermouth      |
| 15 | Israele (bandiera)     | C     | Yossi Benayoun    |
| 16 | Israele (bandiera)     | C     | Eliran Atar       |
| 17 | Israele (bandiera)     | A     | Shoval Gozlan     |

| N. |                    | Ruolo | Calciatore         |
| -- | ------------------ | ----- | ------------------ |
| 19 | Israele (bandiera) | A     | Shahar Hirsh       |
| 21 | Israele (bandiera) | C     | Dekel Keinan       |
| 22 | Israele (bandiera) | P     | Gil Ofek           |
| 23 | Israele (bandiera) | C     | Jaber Ataa         |
| 25 | Israele (bandiera) | D     | Sun Menahem        |
| 27 | Israele (bandiera) | D     | Eyal Meshumar      |
| 28 | Israele (bandiera) | D     | Yuval Yosipovich   |
| 29 | Israele (bandiera) | A     | Shimon Abuhatzira  |
| 32 | Israele (bandiera) | C     | Kobi Moyal         |
| 38 | Serbia (bandiera)  | P     | Vladimir Stojković |
| 52 | Brasile (bandiera) | C     | Romário Pires      |
|    | Brasile (bandiera) | C     | Caio               |
|    | Israele (bandiera) | A     | Omer Damari        |